# Municipio de Waldron
El municipio de Waldron (en inglés: Waldron Township) es un municipio ubicado en el condado de Platte en el estado estadounidense de Misuri. En el año 2010 tenía una población de 692 habitantes y una densidad poblacional de 11,57 personas por km².

## Geografía
El municipio de Waldron se encuentra ubicado en las coordenadas 39°13′25″N 94°46′43″O / 39.22361, -94.77861. Según la Oficina del Censo de los Estados Unidos, el municipio tiene una superficie total de 59.82 km², de la cual 57.36 km² corresponden a tierra firme y (4.12%) 2.47 km² es agua.

## Demografía
Según el censo de 2010, había 692 personas residiendo en el municipio de Waldron. La densidad de población era de 11,57 hab./km². De los 692 habitantes, el municipio de Waldron estaba compuesto por el 96.24% blancos, el 0.72% eran afroamericanos, el 1.3% eran amerindios, el 0.43% eran asiáticos, el 0.14% eran isleños del Pacífico, el 0.29% eran de otras razas y el 0.87% pertenecían a dos o más razas. Del total de la población el 1.3% eran hispanos o latinos de cualquier raza.